# Bactrocera atra
Bactrocera atra är en tvåvingeart som först beskrevs av Malloch 1938.  Bactrocera atra ingår i släktet Bactrocera och familjen borrflugor. Inga underarter finns listade.